# ویندوز ۷
ویندوز ۷ (به انگلیسی: Windows 7) (پیشتر با اسم رمز Blackcomb و Vienna) هفتمین نسخهٔ سیستم‌عامل از مجموعهٔ مایکروسافت ویندوز و از نسل ویندوز ان‌تی است که در تاریخ ۲۲ اکتبر سال ۲۰۰۹ به بازار عرضه شد. ویندوز ۷ برای استفاده در کامپیوترهای شخصی تولید شده‌است. این سیستم‌عامل هفتمین نسل از سیستم‌عامل‌های ویندوز بود و به همین دلیل نام آن را ویندوز ۷ گذاشته‌اند. همچنین پشتیبانی ویندوز ۷ توسط مایکروسافت در تاریخ ۱۴ ژانویه ۲۰۲۰ متوقف شد.  با توجه به پایان پشتیبانی از این ویندوز، توصیه ارتقا به ویندوز ۱۱ است؛ زیرا دیگر بروزرسانی‌های امنیتی را دارا نمی‌باشد و سیستم را در معرض خطر ویروس‌ها، هکرها و بدافزار‌ها قرار می‌دهد.
از ویژگی‌های این نسخه بسیار محبوب که بیشتر مورد توجه است می توان به پشتیبانی از قابلیت چندلمسی، پیشرفت در ویندوز ارو (رابط کاربری که در ویندوز ویستا معرفی شده بود)، طراحی دوباره پوسته ویندوز، نوار وظیفه و یک سیستم شبکه خانگی به نام گروه خانگی نام برد. همچنین به نقل از مسئولان مایکروسافت، ویندوز ۷ نسخه ارتقا یافته و بهینه شده ویندوز ویستا بوده‌است. 

## امکانات

نرم‌افزار پینت در ویندوز ۷ build 6780

ویندوز ۷ شامل یک سری ویژگی‌های جدید، از جمله پیشرفت در لمس و تشخیص دستخط، پشتیبانی از Virtual Hard Disk، بهبود کارایی در پردازنده‌های چند هسته‌ای و بهبود هسته سیستم‌عامل می‌باشد.
و همچنین اضافه شدن قابلیت ویندوز پاورشل و طراحی دوبارهٔ ماشین‌حساب با پشتیبانی از قابلیت چندخطی و امکان تبدیل واحدها می‌باشد.
ویژگی های جدید اضافه شده به کنترل پنل : ClearType, Display Color Calibration Wizard, Gadgets, Recovery, Troubleshooting,Workspaces Center, Location and Other Sensors, Credential Manager, Biometric Devices, System Icons و Display می‌باشد.
نام Windows Security Center به Windows Action Center تغییر یافته‌است.

## ویرایش‌ها

استیکر ویندوز ۷

ویندوز ۷ در ۶ ویرایش مختلف ارائه شده‌است، اما فقط نسخه‌های خانگی و حرفه‌ای و نهایی در فروشگاه‌ها به صورت خرده فروشی و جزئی موجود است. تمام ویرایش‌های ویندوز ۷ قابلیت پشتیبانی از پردازنده‌های ۳۲ بیتی (x86) را دارا می‌باشد و تمام ویرایش‌های ویندوز ۷ به جز Starter با قابلیت پشتیبانی از پردازنده‌های ۶۴ بیتی (x64) ارائه می‌شود.

### ویرایش‌های استاندارد
Windows 7 Starter (شروع‌کننده):
این ویرایش ویندوز ۷ دارای کمترین قابلیت‌های ویندوز ۷ می‌باشد، همچنین در این ویرایش مضمون گرافیکی ویندوز ارو موجود نمی‌باشد. ویندوز ۷ نسخه آغازگر بدون پشتیبانی از پردازنده‌های ۶۴ بیتی ارائه می‌شود و بیشتر به عنوان یک نسخه نمایشی و آزمایشی در عین حال سبک کاربرد دارد.
Windows 7 Home Basic (خانگی ابتدایی):
این ویرایش به‌طور خاص در بعضی از کشورها (بازارهای نوظهور) ارائه می‌شود. قابلیت‌های آن از Starter بیشتر اما از نسخه‌های دیگر کمتر می‌باشد.
Windows 7 Home Premium (خانگی):
ویرایش خانگی دارای قابلیت‌هایی همچون Windows Media Center و ویندوز ارو و همچنین پشتیبانی از کنترل صفحه نمایش لمسی است.
Windows 7 Home Professional (خانگی حرفه‌ای):
در این ویرایش سعی شده نیازهای کاربران خانگی و کاربران تجاری کوچک را برطرف شود و در آن بسیاری از قابلیت‌های اصلی ویندوز ۷ گنجانده شده‌است.
Windows 7 Enterprise (سازمانی):
ویرایش مناسب برای استفاده در شرکت‌های بزرگ و سازمان‌ها که مجهز به قابلیت‌های مورد نیاز سازمان‌ها همچون BitLocker Drive Encryption و UNIX application support می‌باشد.
Windows 7 Ultimate (نهایی):
نسخه نهایی ویندوز ۷ که تمام قابلیت‌ها و خصوصیت‌های ویندوز ۷ را شامل می‌شود. همچنین می‌توان نسخه‌های خانگی ویژه و حرفه‌ای را به این نسخه ارتقاء داد.

نوار وظیفه ویندوز ۷

## سخت‌افزار لازم
| ساختار             | ۳۲ بیتی                                                             | ۶۴ بیتی                                                             |
| سرعت پردازش        | ۱ گیگاهرتز                                                          | ۱ گیگاهرتز                                                          |
| حافظه RAM          | ۱ گیگابایت                                                          | ۲ گیگابایت                                                          |
| کارت گرافیک        | سازگار با دایرکت‌ایکس و حافظه گرافیکی ۱۲۸ مگابایت (برای آئرو ویندوز) | سازگار با دایرکت‌ایکس و حافظه گرافیکی ۱۲۸ مگابایت (برای آئرو ویندوز) |
| فضای خالی دیسک سخت | ۱۶ گیگابایت                                                         | ۲۰ گیگابایت                                                         |
| گرداننده نوری      | دی‌وی‌دی-رام (فقط برای نصب ابزارها به وسیلهٔ دی‌وی‌دی یا سی‌دی)           | دی‌وی‌دی-رام (فقط برای نصب ابزارها به وسیلهٔ دی‌وی‌دی یا سی‌دی)           |

## پایان فروش

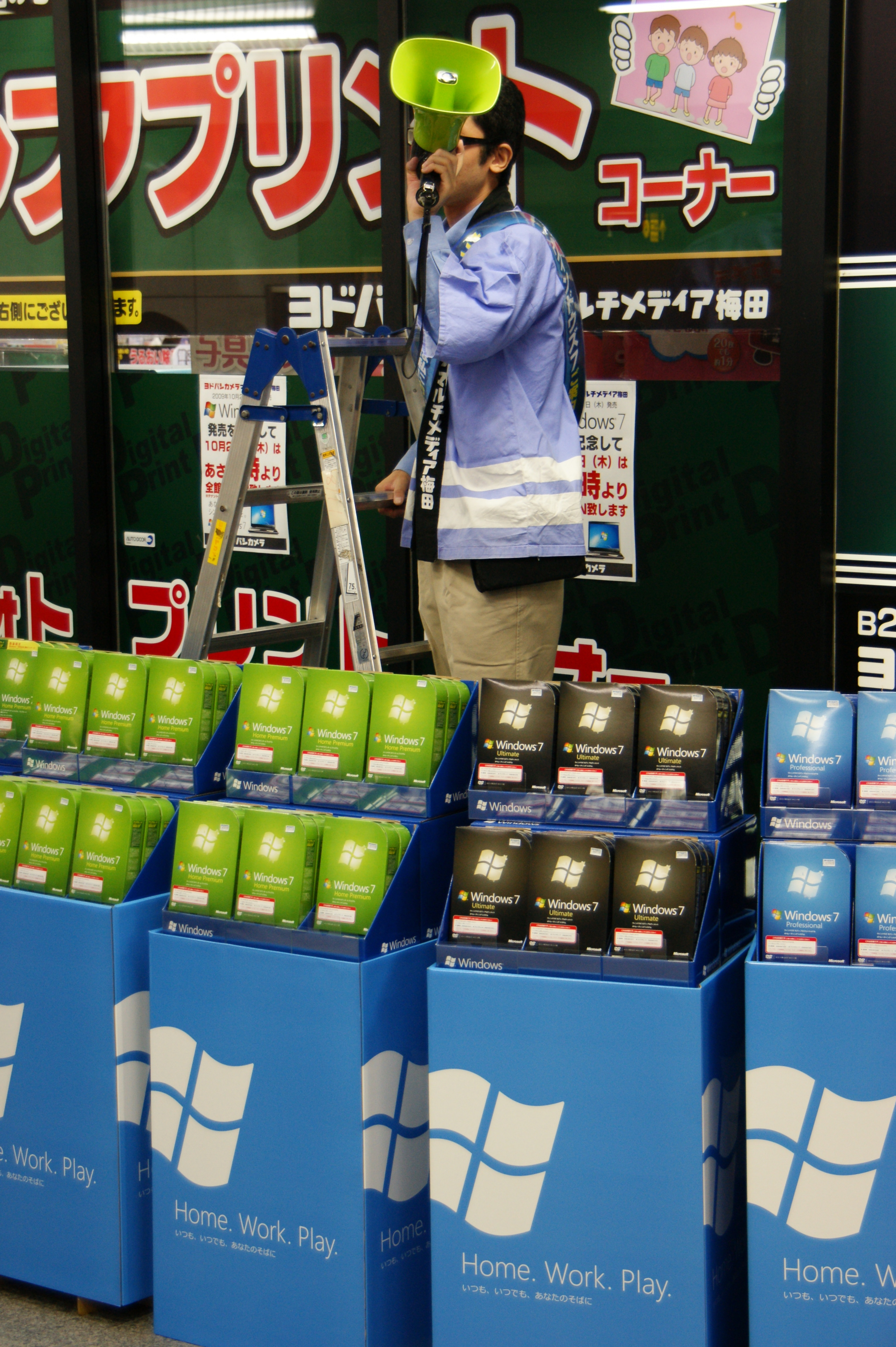
فروش ویندوز در ژاپن، اکتبر ۲۰۰۹

از تاریخ ۳۰ اکتبر ۲۰۱۴ فروش ویندوز ۷ به خرده فروشندگان پایان یافت. این خبر به این معنی است که دیگر ویندوز ۷ به صورت پیش‌فرض بر روی لپ‌تاپ‌ها نخواهد بود. البته این احتمال وجود دارد که برخی از فروشندگان مانند آمازون پس از تاریخ ۳۰ اکتبر باز هم اقدام به فروش کنند. مانند گذشته که تاریخ پایانی فروش ویندوز ویستا سر رسیده بود ولی برخی از فروشندگان اقدام به فروش می‌کردند.
پایان فروش ویندوز ۷ به خرده فروشی‌ها نشانه پایان دوران ویندوز ۷ می‌باشد.
مایکروسافت با این اقدام می‌خواهد که کاربرانش اقدام به بروزرسانی ویندوز خود کنند و اگر مانند ویندوز xp بیشتر افراد تمایلی به ارتقاء نداشته باشند امکان دارد که مایکروسافت پشتیبانی از ویندوز ۷ را زودتر از زمان انتظار پایان دهد. حتی با استفاده ۱۰۰ میلیون کاربر از ویندوز ۷ پس از ۳ سال پایان پشتیبانی، هنوز کاربران زیادی علاقمند به این ویندوز هستند.

## نگارخانه

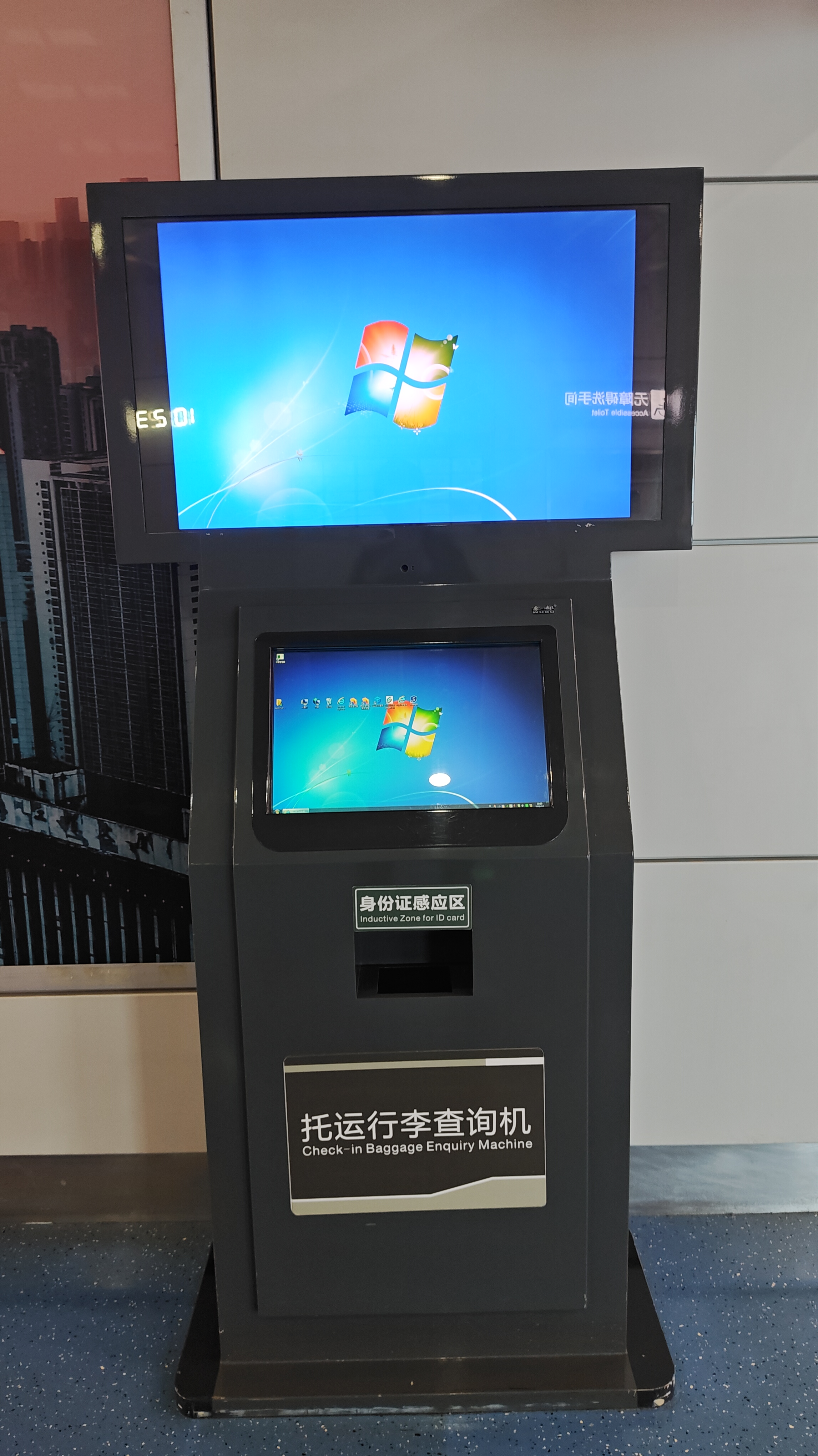
ویندوز ۷ بر روی ماشین بررسی چمدان در چین
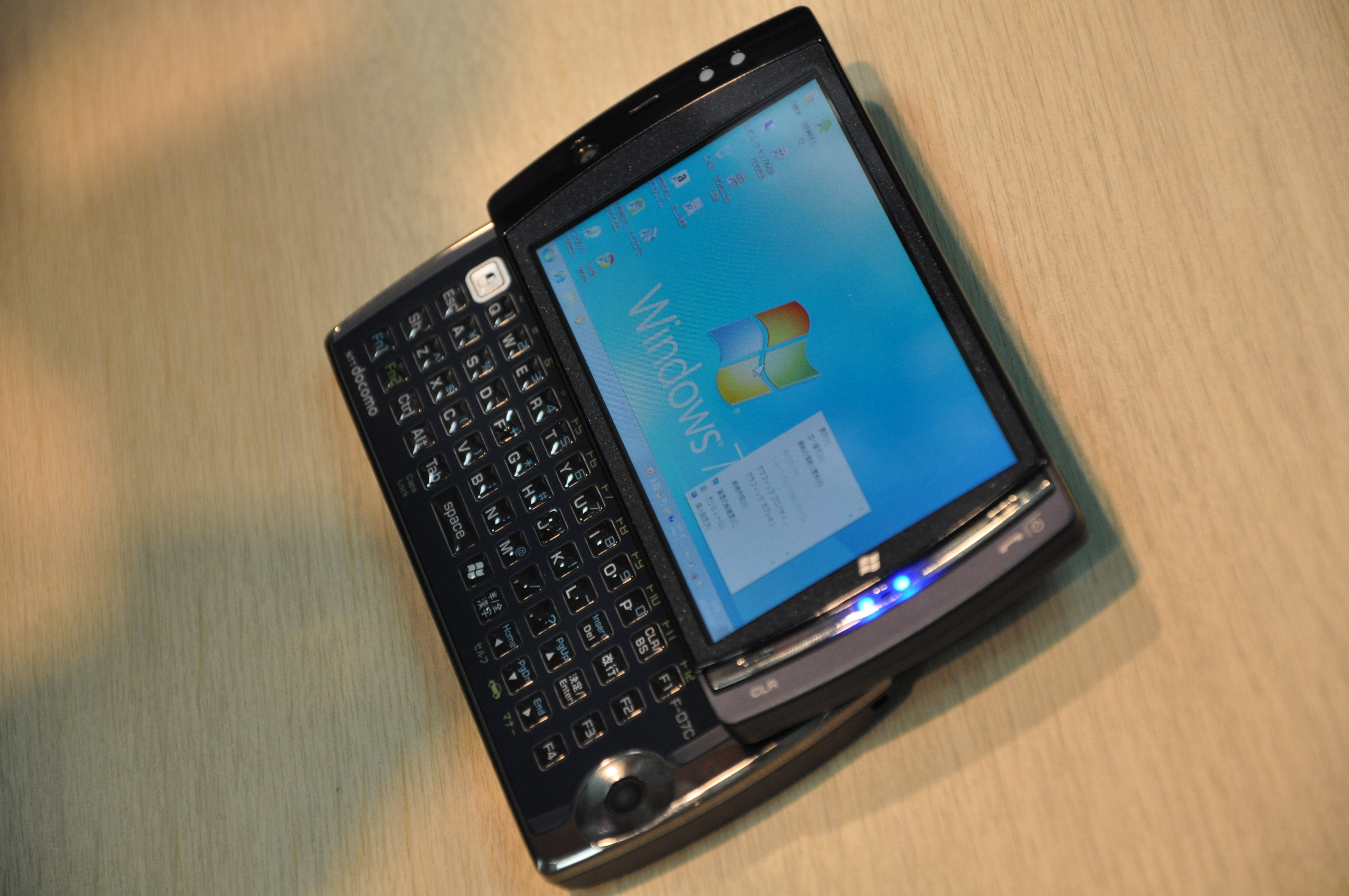
فوجیتسو F-07C
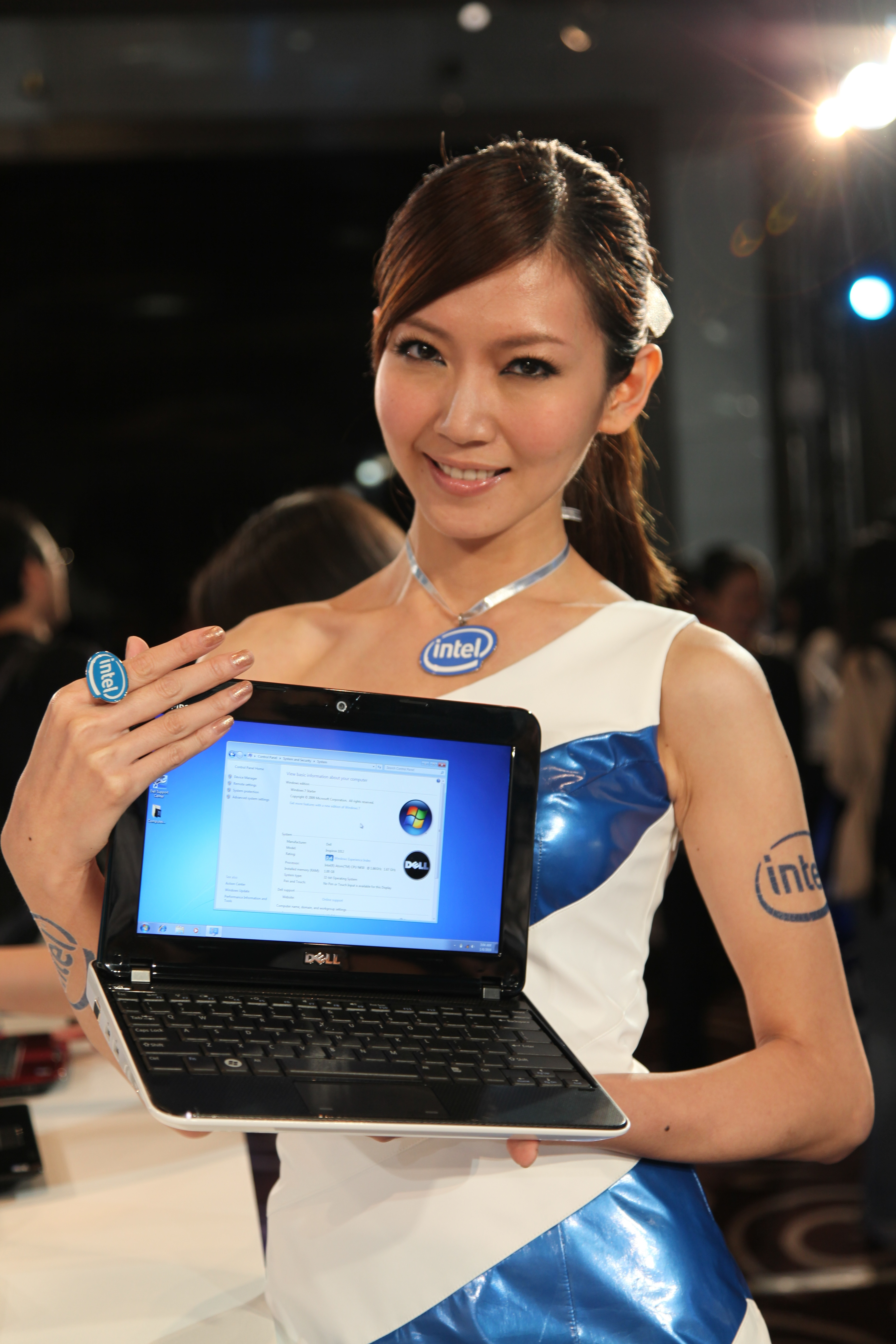
ویندوز ۷ در نمایشگاه اینتل
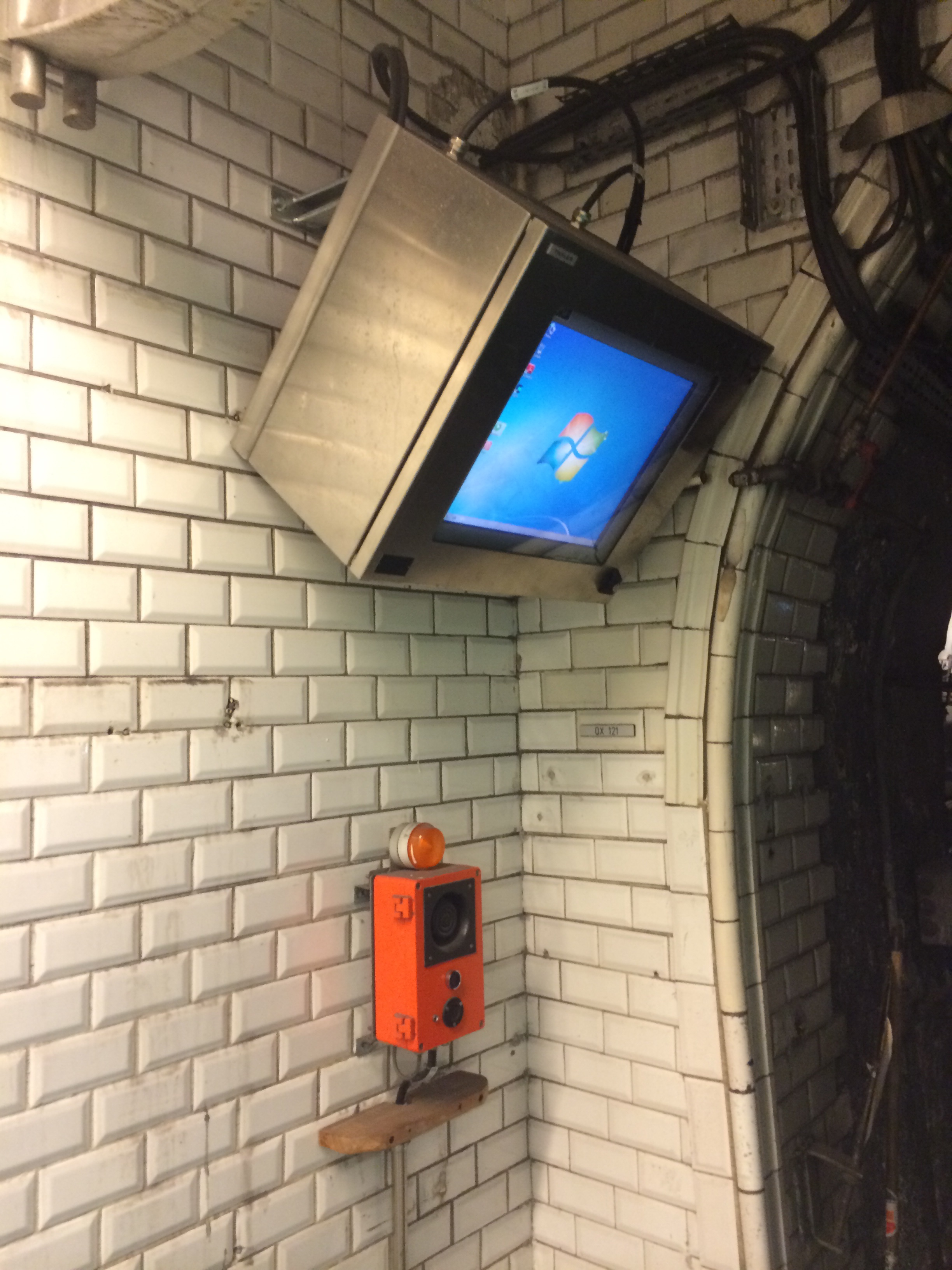
ویندوز ۷ در مانیتور مترو